# Marian Eugeniusz Kozłowski
Marian Eugeniusz Kozłowski (ur. 22 lipca 1886, zm. ?) – pułkownik dyplomowany saperów Wojska Polskiego, kawaler Orderu Virtuti Militari.

## Życiorys
11 czerwca 1920 roku został zatwierdzony w stopniu podpułkownika z dniem 1 kwietnia 1920 roku, w wojskach kolejowych, w grupie oficerów byłych Korpusów Wschodnich i byłej armii rosyjskiej. Pełnił wówczas służbę na stanowisku szefa kolejnictwa 4 Armii. 
1 czerwca 1921 roku pełnił służbę na stanowisku szefa Ekspozytury Szefostwa Kolejnictwa Polowego, a jego oddziałem macierzystym był 3 pułk kolejowy. 3 maja 1922 roku został zweryfikowany w stopniu pułkownika ze starszeństwem z dniem 1 czerwca 1922 roku i 3. lokatą w korpusie oficerów kolejowych. Z dniem 1 sierpnia 1922 roku został przeniesiony z Polowej Komisji Transportów Wojskowych przy grupie generała Szeptyckiego do 2 pułku wojsk kolejowych w Jabłonnie na stanowisku dowódcy pułku. 1 listopada 1922 roku został „powołany do służby Sztabu Generalnego z prawem jednorocznego doszkolenia w Wyższej Szkole Wojennej”. Z dniem 1 sierpnia 1923 roku został wyznaczony na stanowisko szefa Wydziału Wojsk Kolejowych w Departamencie VI Wojsk Technicznych Ministerstwa Spraw Wojskowych w Warszawie. 1 listopada 1924 roku został przydzielony z Departamentu VI MSWojsk. do 2 pułku kolejowego z „równoczesnym odkomenderowaniem na roczny kurs doszkolenia w Wyższej Szkole Wojennej na rok szkolny 1924/25”. Z dniem 15 października 1925 roku, po ukończeniu kursu doszkolenia i otrzymaniu dyplomu naukowego oficera Sztabu Generalnego, został przydzielony do Inspektoratu Wojsk Technicznych. 14 lipca 1926 roku został przeniesiony z byłego Inspektoratu Wojsk Technicznych do dyspozycji szefa Sztabu Generalnego.
Z dniem 31 października 1926 roku został przeniesiony do kadry oficerów saperów kolejowych i przydzielony do Dowództwa Okręgu Korpusu Nr IV w Łodzi na stanowisko szefa sztabu. 29 listopada 1927 roku został przydzielony do 3 Okręgowego Szefostwa Saperów w Grodnie na stanowisko szefa. 4 grudnia 1928 roku został przeniesiony z korpusu oficerów saperów kolejowych do korpusu oficerów inżynierii i saperów z pozostawieniem na zajmowanym stanowisku.
Z dniem 31 sierpnia 1929 roku został przeniesiony w stan spoczynku. W 1934 roku pozostawał w ewidencji Powiatowej Komendy Uzupełnień Warszawa Miasto III z przydziałem do Oficerskiej Kadry Okręgowej Nr I. Był wówczas „przewidziany do użycia w czasie wojny”.
Według relacji podpułkownika dyplomowanego Bohdana Chojnowskiego, 13 września 1939 roku pułkownik Kozłowski przebywał w Kowlu, jako dowódca rezerwy personelu Szefostwa Komunikacji Wojskowej: „Ta rezerwa siedziała tam bezczynnie bez żadnej opieki, nareszcie otrzymała rozkaz wyjazdu do Równego, w przeddzień zajęcia go przez bolszewików i rozumie się cała w komplecie trafiła do niewoli bolszewickiej – było tam ponad 35 oficerów”.

## Ordery i odznaczenia
- Krzyż Srebrny Orderu Wojskowego Virtuti Militari nr 5004 (1922)[19]
- Krzyż Walecznych (dwukrotnie, po raz pierwszy w 1921)[20]
- Medal Zwycięstwa („Médaille Interalliée”) (zezwolenie Naczelnika Państwa w 1921)[21]